# Paso de la Arena
Paso de la Arena és un barri rural de l'oest de Montevideo, Uruguai. La major part d'aquesta zona es troba fora de la ciutat, malgrat que hi ha centres urbans força desenvolupats.
Limita al sud i sud-oest amb el Riu de la Plata, Casabó-Pajas Blancas i Villa del Cerro, a l'est amb Tres Ombúes, Nuevo París i Conciliación, al nord-est amb Lezica-Melilla, i al nord-oest amb el Riu Santa Lucía, el qual serveix de límit natural amb el departament de San José.
El barri té nombrosos punts d'interès, entre ells el Parc Thomkinson, una important reserva forestal amb flora autòctona.

## Galeria

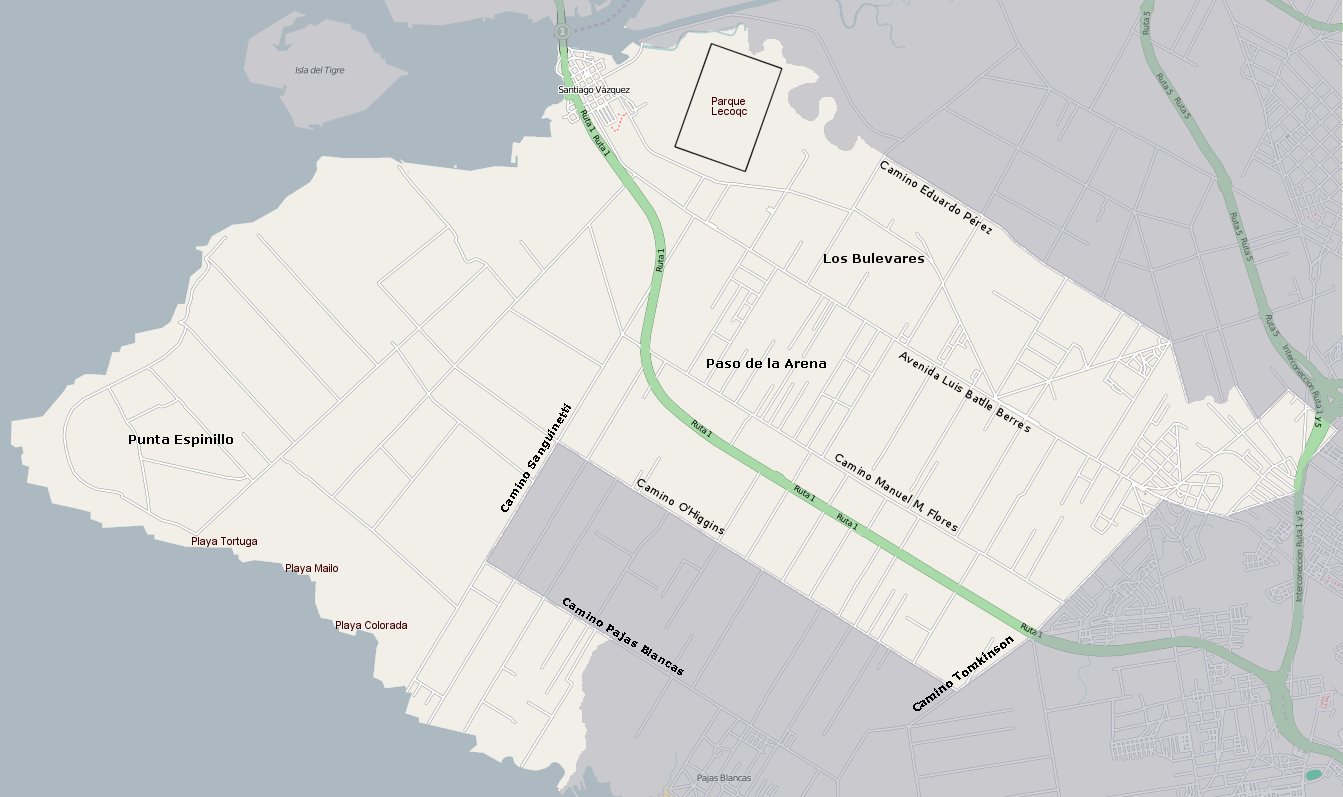
Mapa del barri.
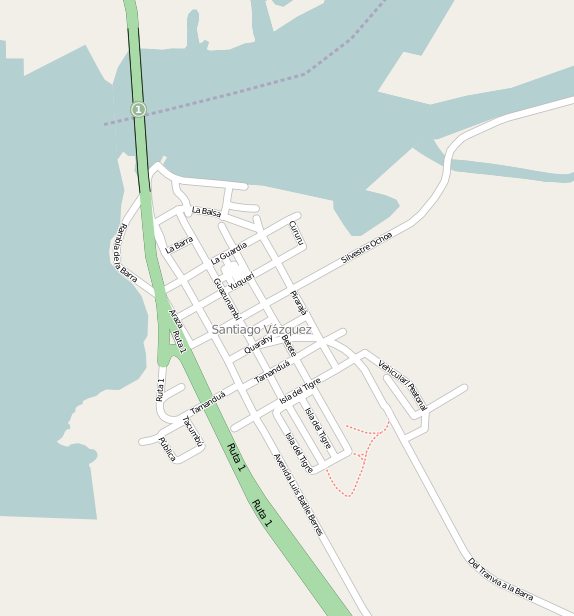
Mapa dels carrers de Santiago Vázquez.